# Chamaedorea pygmaea
Chamaedorea pygmaea es una especie de palmera que se distribuye desde México y Costa Rica al oeste de Colombia.

## Descripción
Son palmas con tallos solitarios, erectos, a decumbentes, apareciendo a menudo sin tallo, alcanza un tamaño de 60 cm de altura. El tallo de 1 a 2 cm de diámetro, arrastrándose en o por debajo de la tierra de 30-40 cm de largo, verde, densamente anillado, con entrenudos de 5 mm de largo, a menudo cubiertos de las vainas de las hojas persistentes. Las hojas: 3-8, erectas, pinnadas,  la vaina de 5-10 cm de largo, el pecíolo dividido profundamente y tubular solo cerca de la base, de color verde, con margen de color marrón, ligeramente acanalado, especialmente cerca de la base; raquis de 12-16 cm de longitud, en ángulo y verde arriba, redondeado por debajo y verde, por lo general con 9-12 pinnas a cada lado del raquis, de 12-15 x 1-2.5 cm, lanceoladas o alargadas,  encorvadas, delgadas. Las inflorescencias son inter o infrafoliares, erectas ascendentes, con pedúnculos de hasta 20 cm de largo. Frutas de 6-8 mm de largo, ± oblongas, de color negro.

## Taxonomía
Chamaedorea pygmaea fue descrita por Hermann Wendland y publicado en Allgemeine Gartenzeitung 20(28): 217–218, 249, en el año 1852. (10 Jul 1852)
Etimología
Chamaedorea: nombre genérico que deriva de las palabras griegas: χαμαί (chamai), que significa "sobre el terreno", y δωρεά (dorea) , que significa "regalo", en referencia a las frutas fácilmente alcanzadas en la naturaleza por el bajo crecimiento de las plantas.
pygmaea, epíteto latino que significa enano, refiriéndose a su tamaño.
Sinonimia
- Chamaedorea terryorum Standl.
- Cladandra pygmaea (H.Wendl.) O.F.Cook
- Nunnezharia pygmaea (H.Wendl.) Kuntze
- Stachyophorbe pygmaea (H.Wendl.) Oerst.[5]